# Expandare (geometrie)

Exemplu de pentagon expandat într-un decagon prin deplasarea laturilor radial și inserarea de noi laturi în golurile rămase. Expandarea este uniformă dacă toate laturile au aceeași lungime.

Animație cu expandarea unui cub sau a unui octaedru

În geometrie expandarea este o operație aplicabilă politopurilor, în care fațetele sunt separate și deplasate radial, iar noi fațete sunt formate între elementele separate (vârfuri, laturi etc.). Echivalent, această operație poate fi imaginată prin reținerea fațetelor în aceeași poziție, dar reducându-le dimensiunea (și completând golurie formate astfel).
Expandarea unui politop regulat creează un politop uniform⁠(d), dar operația poate fi aplicată oricărui politop convex, așa cum s-a demonstrat pentru poliedre la notația Conway a poliedrelor. Pentru poliedre, un poliedru expandat are toate fețele poliedrului inițial, toate fețele poliedrului dual și noi fețe pătrate în locul laturilor inițiale.

## Expandarea politopurilor regulate
Coxeter afirmă că acest termen multidimensional a fost definit de Alicia Boole Stott⁠(en)[traduceți] la crearea de noi politopuri, în special pornind de la politopuri regulate pentru a construi noi politopuri uniforme.
Operația de expandare este simetrică față de un politop regulat și politopul său dual. Figura rezultată conține fațetele atât ale politopului inițial, cât și ale celui dual, împreună cu diverse fațete prismatice care umplu golurile create între elementele dimensionale intermediare.
Are semnificații oarecum diferite pentru diverse dimensiuni. Într-o construcție Wythoff, o expandare este generată de reflexiile din prima și ultima oglindire. În dimensiuni superioare expandările din dimensiunile inferioare pot fi scrise cu un indice, deci e2 este același cu t0,2 în orice dimensiune.
În funcție de numărul de dimensiuni:
- Un poligon regulat, {p}, se expandează într-un 2n-gon regulat.

La poligoane operația este identică cu trunchierea, e{p} = e1{p} = t0,1{p} = t{p} și are diagrama Coxeter–Dynkin .
- Un poliedru (3-politop) regulat, {p,q}, se expandează într-un poliedru cu figura vârfului p.4.q.4.

Pentru poliedre această operație se mai numește cantelare, e{p,q} = e2{p,q} = t0,2{p,q} = rr{p,q}, și are diagrama Coxeter–Dynkin .
:
De exemplu, un rombicuboctaedru poate fi considerat un cub expandat, un octaedru expandat, un cub cantelat sau un octaedru cantelat.
- Un 4-politop regulat se expandează într-un alt 4-politop cu celulele sale inițiale, {p,q}, și noi celule, {r,q}, în pozițiile vârfurilor inițiale, cu prisme p-gonale în pozițiile fețelor inițiale  și prisme r-gonale în pozițiile laturilor inițiale.

Pentru 4-politopuri această operație se mai numește runcinare, e{p,q,r} = e3{p,q,r} = t0,3{p,q,r} și are diagrama Coxeter–Dynkin .
- Un 5-politop regulat,{p,q,r,s} se expandează într-un alt 5-politop cu fațetele prisme {p,q,r}, {s,r,q}, {p,q}×{ } și {s,r}×{ }, și duoprisme {p}×{s}.

Pentru 5-politopuri această operație se mai numește stericare, e{p,q,r,s} = e4{p,q,r,s} = t0,4{p,q,r,s} = 2r2r{p,q,r,s} și are diagrama Coxeter–Dynkin .
Operatorul general pentru expandarea unui n-politop regulat este t0,n−1{p,q,r,...}. Noi fațete regulate  sunt adăugate la fiecare vârf și noi politopuri prismatice sunt adăugate la fiecare latură divizată, față etc.